# Zodarion styliferum
Zodarion styliferum là một loài nhện trong họ Zodariidae.
Loài này thuộc chi Zodarion. Zodarion styliferum được Eugène Simon miêu tả năm 1870.

## Hình ảnh

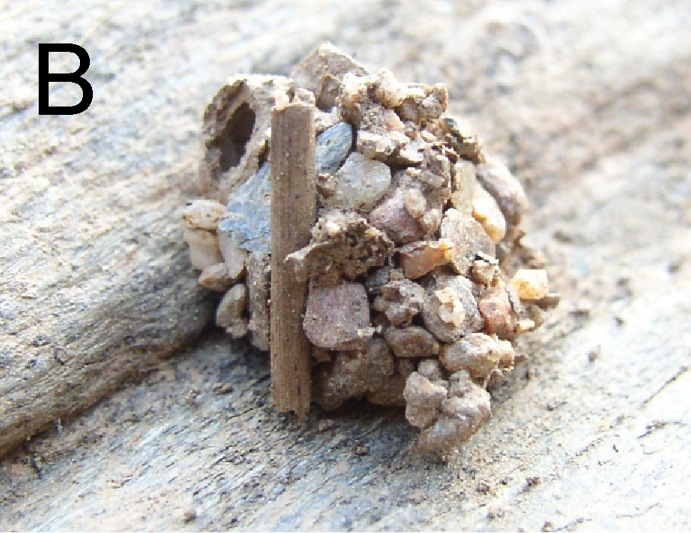
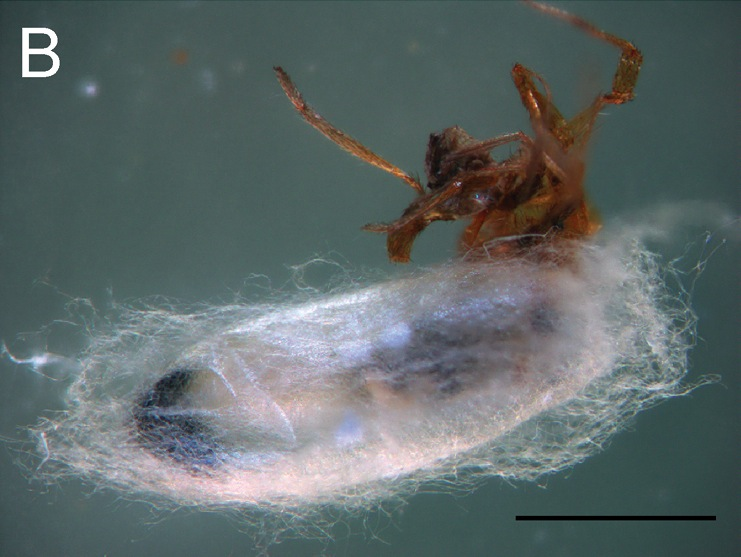
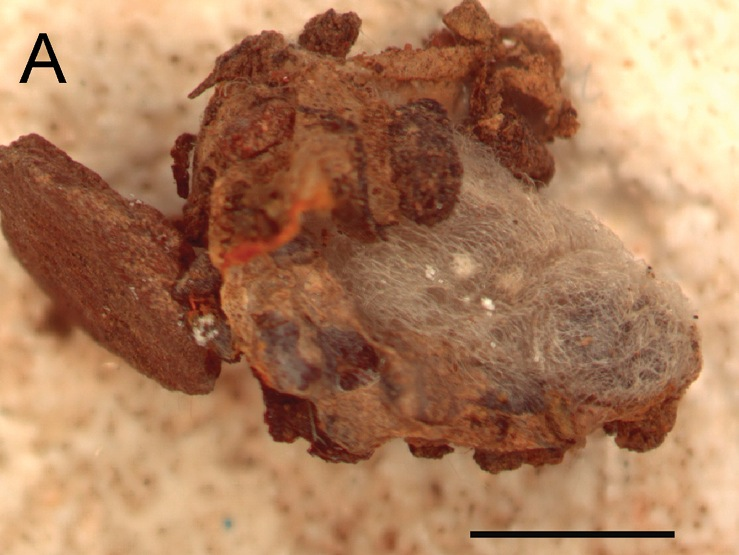